# Dado Coletti
 Riccardo Broccoletti, más conocido por su nombre artístico Dado Coletti (Roma, 27 de agosto de 1974) es un actor, actor de voz, locutor de radio y presentador de televisión italiano.

## Biografía
Se matriculó en la escuela de Enzo Garinei, debuta en el Teatro Sixtina de Roma, para continuar sus estudios asistiendo a cursos de mímica y doblaje.
Comenzó su carrera televisiva trabajando en programas infantiles. Trabajó para Club Disney de 1991 a 1994 y de 1995 a 1999, trabajando durante este último periodo junto a Francesca Barberini. En 1999, también presentó el programa de RaiUno TV Big!. Fue presentador de telemaratones en 1991, 1993 y 2006. Entre 1993 y 1994, presentó Uno para todos y el programa de noticias infantiles Bignews. En 1995, presentó Astronave Terra en RaiUno, y desde ese año hasta 1997 presentó cuatro entregas anuales del programa Disneyland.
Su primer papel como actor en televisión llegó en 1999 con Muerte de una chica respetable, dirigida por Luigi Perelli. Ese mismo año, fue uno de los miembros habituales del reparto de Gnu, donde interpretaba el papel de un productor de televisión adicto a las nuevas tecnologías. De 2000 a 2001, fue presentador de Glu Glu, un programa de RaiSat Ragazzi, así como de algunos gameshows para Call Game de La7. También en 2001, fue uno de los concursantes de Nientepopodimenoche, donde ganó el premio para presentadores de televisión, y más tarde ese mismo año fue presentador externo de Scommettiamo che...?.  Entre 2002 y 2004, continuó su labor como presentador de Sereno variabile en RaiDue. En 2004, también fue copresentador de Estate sul 2, la versión veraniega de L'Italia sul 2, y participó en la retransmisión en directo de la XIX Jornada Mundial de la Juventud en presencia del Papa Juan Pablo II.
En 2005, regresó a la televisión con el programa Sabato, Domenica & la TV che bene alla salute de Rai 1, donde sustituyó a Corrado Tedeschi y Franco Di Mare. En 2009, fue presentador del programa Festa italiana junto a Caterina Balivo.
Desde marzo de 2021, es locutor de radio en Rai Isoradio.

## Filmografía

### Cine
- I laureati (1995)
- South Kensington (2001)[9]
- My Life with Stars and Stripes (2003)

### Televisión
- Morte di una ragazza perbene, film TV (1999)[10]
- Buongiorno, mamma!, film tv (2021)